# Salomon Kalou
Salomon Kalou Armand Magloire (Abiyán, Costa de Marfil, 5 de agosto de 1985) es un exfutbolista marfileño que jugaba como delantero. Su último equipo fue el A. S. Arta/Solar 7 de la Primera División de Yibuti. Ha sido internacional con la selección de Costa de Marfil.

## Trayectoria

### Costa de Marfil y Países Bajos

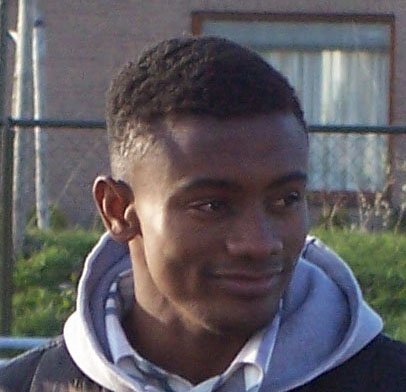
Kalou durante su tiempo en el Feyenoord.

Nacido en Oumé, Costa de Marfil, al igual que su hermano mayor Bonaventure, Kalou comenzó su carrera en el club local del Mimosas antes de ejercer su oficio en Europa. El entrenador del Auxerre Guy Roux quería ficharlo a él junto a su hermano, el exjugador de Feyenoord, Bonaventure Kalou. Sin embargo, Kalou firmó por el Feyenoord Róterdam en 2003. En 2004 el Feyenoord lo cedió al Excelsior Rotterdam.
Luego regresó al Feyenoord y jugó en la máxima categoría neerlandesa durante dos temporadas entre 2004 y 2006. Durante su tiempo en el Feyenoord, Salomon anotó 35 goles en 67 partidos de liga para el club de Róterdam, y también ganó un premio individual, cuando ganó el premio Johan Cruyff en 2005 por ser el talento joven más prometedor de la temporada. Kalou, junto con Dirk Kuyt, se conoce cariñosamente como "K2" por los fanes de Feyenoord y los medios de comunicación neerlandeses. 'K2', ya que dominó la ofensiva del Feyenoord, y se trata de un juego de palabras con K3, una banda de pop belga.

### Chelsea

#### Temporada 2006-07

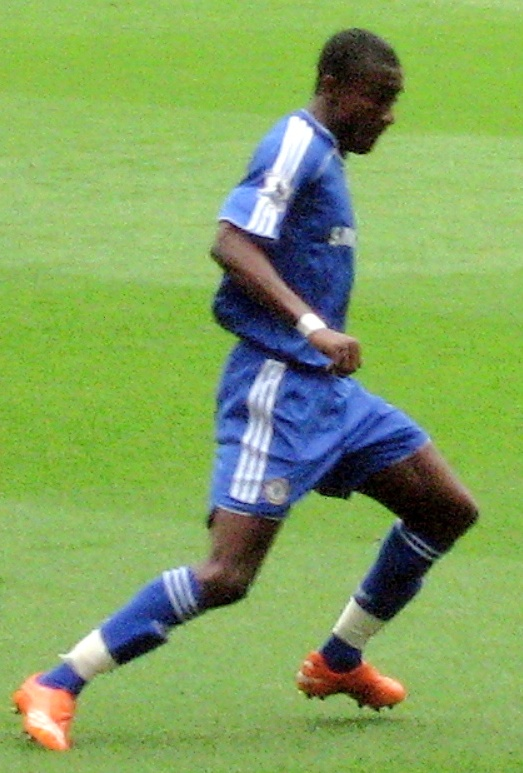
Kalou juega para el Chelsea

Kalou firma por Chelsea el 30 de mayo de 2006, por una cantidad no revelada, se cree que aproximadamente 9 millones de libras. En virtud del contrato con el Chelsea hasta 2009, a Kalou se le entregó la camiseta número 21.
El, en ese tiempo, entrenador del Chelsea, José Mourinho elogió al joven de Costa de Marfil destacando su calidad técnica y su velocidad en el juego. Kalou admitió que trajo una cámara con él a su primera sesión de entrenamiento en Cobham, porque no podía creer que se codearía con futbolistas famosos de la talla de Michael Ballack, John Terry y Didier Drogba. Al describir la experiencia, Kalou, dijo:
"Me toco jugar mucho y eso me sorprendió. Se me dio la confianza y fue eso lo que me daba la fuerza para convertir goles".
De acuerdo con una entrevista, Kalou reveló que él idolatra al delantero francés Thierry Henry y trata de imitar sus movimientos en su tiempo libre. Su admiración de Henry fue un factor en su decisión de jugar en la Premier League, ya que era la liga donde Henry se convirtió en una superestrella.
En el Chelsea, Kalou juega con su compatriota, el capitán Didier Drogba. Kalou anotó sus primeros goles para el Chelsea en un partido de reserva frente a Portsmouth embolsando un triplete y la bola del partido en una paliza de 5-0. Kalou anotó su primer gol alto para el Chelsea en la victoria por dos goles frente al Blackburn Rovers en la tercera ronda de la Carling Cup.
Kalou anotó su primer gol en la Premier League en diciembre de 2006 en la victoria del Chelsea 3-2 sobre el Wigan Athletic en el estadio JJB. Él anotó su segundo gol de la Premier League contra el Blackburn en la victoria del Chelsea por 3-0. También anotó un gol al minuto 93 contra el Watford, en el resultado de Chelsea por 1-0. También anotó un gol de volea desde 12 metros contra el Tottenham Hotspur en la FA Cup en los cuartos de final, que terminó 3-3. Chelsea ganó la repetición 1-2, antes de pasar a la final con un marcador similar contra el Blackburn Rovers. Kalou también entró como sustituto en la final de la FA Cup en la victoria sobre el Manchester United para su segundo trofeo en Inglaterra, tras haber llegado como sustituto para el Chelsea en la final de la Copa sobre el Arsenal.

#### Temporada 2007-08

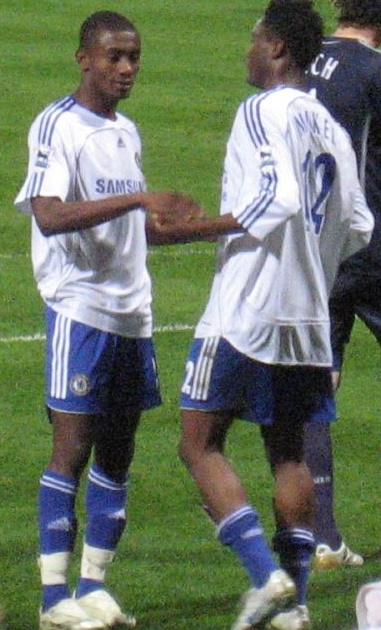
Kalou con John Obi Mikel

Kalou continuó su buena forma en la siguiente temporada, anotando su primer gol de la campaña contra el Manchester City en la victoria del Chelsea 6-0 en Stamford Bridge y el primer gol contra el Derby County en la victoria por 2-0. Salomon Kalou acumuló el número de registro de los fueras de juego en una temporada con 107 en 30 juegos, traicionando a su falta de habilidad en la lectura del juego.
La Carling Cup 2007-08 en el último trimestre vio a Kalou tomar la posición de derecha de los dos jugadores de las alas (el otro es de Scott Sinclair) de una formación 4-3-2-1. Kalou hizo un montón de posibilidades para él y sus compañeros de equipo de, incluyendo un muy preciso de zurda cruzado, dando como resultado un gol de Shevchenko. Él posteriormente anotó goles contra el Newcastle United y Fulham que contribuyen al éxito del Chelsea. Anotó goles contra el West Ham United, Olympiacos y el Derby County. Su cruz en la última hora del partido llevó a que John Arne Riise anotara un gol vital en propia meta en la semifinal de la UEFA Champions League en el partido de ida en Anfield. Kalou también anotó en la tanda de penaltis del Chelsea en la final de la Liga de Campeones en Moscú, donde el Chelsea perdió.

#### Temporada 2008-09
Kalou no cuenta mucho bajo Avram Grant, el sucesor de Luiz Felipe Scolari, a excepción de la pretemporada, debido a su participación en los Juegos Olímpicos de Pekín 2008 como parte del Sub-23 de Costa de Marfil. Sin embargo, él entró en el banquillo contra el Manchester United el 21 de septiembre y obtuvo un cabezazo después de 80 minutos de un tiro libre de John Obi Mikel. El gol aseguró que el Chelsea consiguiera un punto y mantuviera su récord invicto como local. Kalou anotó dos goles y asistió a un encabezado de Frank Lampard el 18 de octubre en el 5-0 del Chelsea en la victoria ante el Middlesbrough.
El 14 de enero de 2009, Kalou anotó un grifo contra Southend United en la tercera ronda de la FA Cup donde Chelsea acabó 4-1 en la repetición. De nuevo marcó dos goles contra el Middlesbrough, esta vez en Stamford Bridge el 28 de enero, en el 2-0 del Chelsea en la victoria y fue una de las favoritas en el mánager interino Guus Hiddink. Estas huelgas resultaron ser su primer gol en 15 partidos de la Premier League. El 25 de abril de 2009, marcó un gol en contra en Londres contra sus rivales del West Ham United. Kalou fue suplente en la derrota 2-1 del Chelsea sobre el Everton donde los blues ganaron la FA Cup el 30 de mayo.

#### Temporada 2009-10
Kalou y el Chelsea comenzaron la temporada en la senda del triunfo, superando al Manchester United al levantar la Community Shield, con Kalou anotando el penalti de la victoria para celebrar su cumpleaños durante la misma semana. Kalou anotó su primer gol de la temporada 2009-10 contra el Queens Park Rangers en Stamford Bridge  en la 3.ª ronda de la Carling Cup, dando a su equipo una merecida victoria por 1-0. El 12 de octubre de 2009, Kalou firmó una tercera ampliación de un año de contrato con el Chelsea, que lo mantiene en Stamford Bridge hasta el verano de 2012. Celebró su nuevo contrato con una llave excelente contra el Atlético de Madrid en la UEFA Champions League, ayudando al Chelsea  a mantener su récord de 100% en la competición. Kalou continuó en buena forma al anotar de cabeza en la victoria 4-0 contra el Bolton en la Carling Cup. También le anotó en la Liga de Blues al Blackburn Rovers, pero fue su último gol durante dos meses hasta que se rompió el ligamento contra el Cardiff City en la FA Cup el 13 de febrero de 2010.
Durante esos dos meses sin marcar, Kalou luchó para el partido del tiempo y el gol en contra de los azulejos fue uno que realmente necesitaba. El 24 de febrero marcó un gol bien ejecutado contra el Inter de Milán en la Liga de Campeones en el segundo partido de ida y vuelta. Su disparo desde fuera del área fue detenido, pero un error del portero del Inter Julio César hizo que la pelota entrara al fondo de la red. No obstante, el Chelsea perdió el partido de ida 2-1, pero el gol de Kalou fue importante, ya que era un gol a domicilio, muy necesario para el Chelsea. Finalmente, anotó un gol en la Premier League el 27 de marzo en la asombrosa victoria sobre el Aston Villa 7-1 en Stamford Bridge. En la victoria 7-0 del Chelsea sobre el Stoke City el 25 de abril Kalou anotó un triplete , aunque su segundo gol de la jornada había dado lugar a controversia, pues estaba muy cerca de ser una de dos el tackle con la izquierda. Kalou anotó el tercero del Chelsea, de los ocho goles en el último día de la temporada ante el Wigan Athletic, después de un inteligente trabajo en equipo con Frank Lampard. Después del partido, Kalou ganó su primera Premier League cuando el Chelsea se convirtió en campeón.

#### Temporada 2010-11

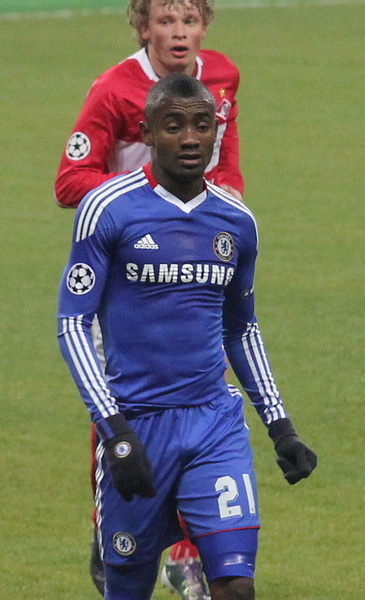
Kalou juega frente al Spartak de Moscú en 2010.

Kalou empezó bien la temporada al marcar el único gol en la derrota por 3-1 en el estadio de Wembley ante el Manchester United. Él apareció como suplente en la paliza 6-0 sobre el Wigan Athletic en el DW Stadium, al anotar 2 goles, tanto con la asistencia de su compatriota Didier Drogba. Kalou jugó 84 minutos en la victoria por 3-1 del Chelsea ante el West Ham United, anotando el segundo gol del Chelsea en el juego. Él continuó su racha anotadora la semana siguiente al anotar en sólo 2 minutos de juego para agarrar el primer gol del Chelsea en la victoria contra el Blackpool FC. También anotó un gol contra el Wolverhampton Wanderers. En la cuarta ronda de la FA Cup contra el Everton, Kalou anotó un nivelador tarde para mantener al Chelsea en la copa con el final del juego 1-1 en Goodison Park, y por lo tanto resulta en una reproducción en Stamford Bridge. El 1 de febrero, el día después de que Fernando Torres fue firmado por el Chelsea, Kalou continuó su carrera de puntuación fina, la compensación del segundo gol contra el Sunderland en la victoria por 4-2 para el Chelsea en el Estadio de la Luz.
A través de 31 partidos Kalou había anotado 14 goles en todas las competiciones. A pesar de su forma le resultaba difícil ganarse un lugar regular en el primer equipo desde la incorporación de Fernando Torres en enero. Recientemente, admitió sin embargo que va a pensar en abandonar el Chelsea en la final de la temporada. Sin embargo, fue incluido en la alineación titular para su próximo partido contra el West Bromwich Albion, marcando un gol en la victoria 3-1 del Chelsea el 16 de abril. Kalou inició el próximo partido también, y volvió a marcar donde el Chelsea derrotó al Birmingham City 3-1. Para el juego decisivo del Chelsea contra el Tottenham Hotspur, Kalou no se incluyó en la alineación titular, como Carlo Ancelotti prefiere una alianza sorprendente de Drogba y Torres. Pero Kalou sustituye a Torres en el minuto 63 y anotó un gol en el minuto 89 que impulsa al Chelsea a una victoria por 2-1 y dentro de los tres puntos del líder, el Manchester United. Esto lo llevó hasta 10 goles de la Premier League, la primera vez que ha afectado goles a dobles dígitos para el Chelsea. Fue titular tanto en la final de la FA Cup como en la de la Champions League, donde el Chelsea se llevó la victoria en las dos.
El 1 de julio de 2012, el Chelsea anunció oficialmente que el contrato de Kalou había llegado a la final junto con José Bosingwa, después de pasar seis años en la ciudad de Londres. El club diciendo: "Chelsea Football Club hoy se despide de Salomon Kalou, quien ha llegado al final de su contrato", Kalou hizo 254 apariciones para el club, incluyendo 147 titularidades, y anotó 60 goles.

#### Temporada 2011-12
Kalou comenzó la temporada en el Chelsea, en el segundo partido de la temporada contra el West Bromwich Albion, pero fue sustituido a sólo 34 minutos. Él era un submarino inusitado contra el Sunderland y el Bayer Leverkusen, pero empezó en el Chelsea en el primer partido de la Carling Cup de la temporada contra el Fulham. Chelsea ganó 4-3 en los penaltis, y el anotó el último penal. El miércoles 28 de septiembre de 2011, Kalou entró por Frank Lampard en el minuto 83. A continuación, fue utilizado para el balonmano en el minuto 85 que dio lugar para que Roberto Soldado anotara un penal, la calificación terminó en 1-1. El primer gol de Kalou de la nueva temporada se produjo en una derrota 5-0 del equipo belga de Genk en el 19 de octubre de 2011. Salomón anotó en la victoria por 2-1 en Goodison Park contra el Everton en la Carling Cup. Anotó su primer gol en la Liga en una victoria 3-0 en casa contra el Newcastle United.
Kalou anotó su primer gol en la FA Cup, cuando el Chelsea derrotó a Leicester City por 5-2 en Stamford Bridge. Este gol lo puso junto a Sergio Agüero como los únicos jugadores en marcar en la Premier League, Carling Cup, FA Cup y la UEFA Champions League de la temporada. Kalou anotó a continuación un gol vital en el partido de ida de la Liga de Campeones en el choque de cuartos de final contra el Benfica después de un gran trabajo de su compañero de ataque Fernando Torres, el Chelsea ganó el partido 1-0. El gol contra el Benfica fue su gol 58 para el club. Él hizo su aparición 250ma para el Chelsea en el empate 0-0 ante el Arsenal el 21 de abril.

### Lille
El 7 de julio de 2012, se confirmó que Kalou firmará para el Lille en una transferencia libre después de ser liberado por el Chelsea al finalizar su contrato. Fue el máximo goleador del equipo francés en su primera temporada, pero su contribución no bastó para clasificarse para una competición europea. En cambio, en la temporada 2013-14, sus 16 goles en Liga fueron claves para obtener la 3.ª posición.

### Hertha de Berlín
El 31 de agosto de 2014, el Hertha de Berlín anunció su contratación.

## Selección nacional

### La falta de adquisición de la nacionalidad neerlandesa
Kalou recibió atención de los medios con respecto a su posible naturalización como ciudadano neerlandés que, de concederse, le permitiría jugar con la selección de fútbol de Países Bajos. Como nunca había jugado para el equipo de Costa de Marfil, que serían elegibles para el equipo neerlandés si se naturalizaba. Su hermano Bonaventure le había aconsejado obtener la ciudadanía extranjera después de frecuentes problemas con las autoridades de fútbol de Costa de Marfil.
El equipo nacional neerlandés entrenado por Marco van Basten, consideró a Kalou como un gran talento, por lo que una solicitud oficial fue hecha rápidamente. Sin embargo, el ministro de Inmigración, Rita Verdonk, se opone a la consideración de Kalou por un proceso de naturalización acelerado.
Van Basten, estaba apoyando al jugador y dispuesto a dejar un cupo a Kalou para el equipo neerlandés, que también lo apoyaba la leyenda neerlandesa Johan Cruyff. A pesar del acuerdo general entre los expertos de fútbol que Kalou sería valioso para el equipo neerlandés, Verdonk rechazó una solicitud de reconsideración. Más tarde, Cruyff comentó que el equipo nacional neerlandés podría haber tenido más éxito si él hubiera obtenido la nacionalidad neerlandesa.

### Comercial de Centraal Beheer
El proceso de naturalización de Kalou se convirtió en el tema de una corta vida comercial de televisión para el Centraal Beheer. En el comercial de abril de 2006, Kalou presenta como convertirse en un ciudadano naturalizado, no de los Países Bajos, sino también de su gran rival de Alemania, jugando junto a Oliver Kahn y su excompañero de equipo del Chelsea Michael Ballack.
Esta fue una referencia a para Nando Rafael, quien, después de no poder adquirir la ciudadanía neerlandesa, mientras estaba en Ajax, se trasladó al club de la Bundesliga alemana Hertha de Berlín, y se convirtió en un ciudadano alemán, y representó a Alemania en sub-21.
A Kalou no le causaba gracia este comercial, y con el derecho de autor en sus manos, el anuncio fue retirado de la televisión neerlandesa en una semana.

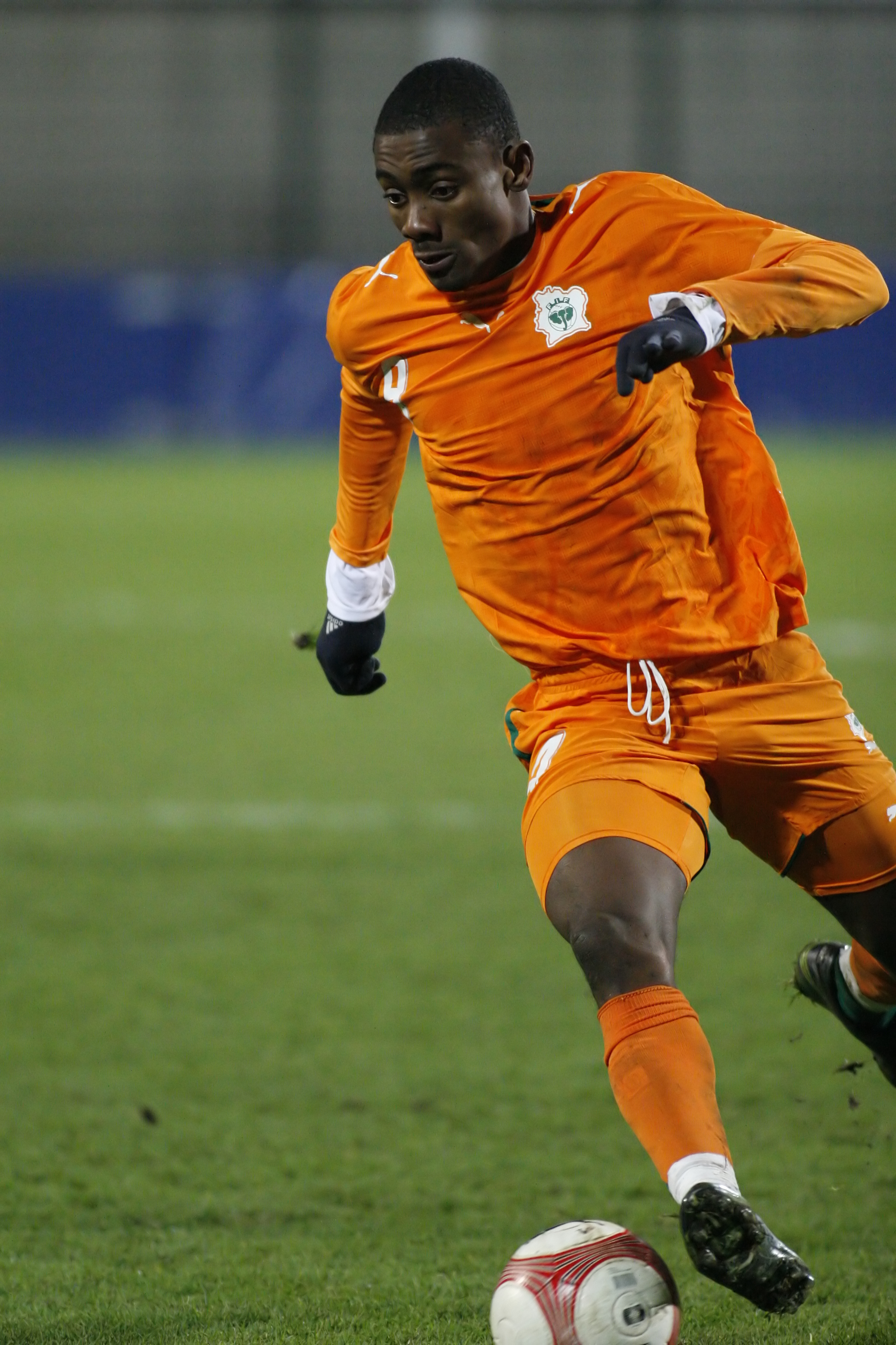
Kalou jugando para la Selección de fútbol de Costa de Marfil en 2007.

### Costa de Marfil
En la Copa Mundial de Fútbol de 2006, los Países Bajos y Costa de Marfil se extrajeron en el mismo grupo en la primera ronda. Si Kalou se había convertido en un ciudadano neerlandés y fuera seleccionado para los Países Bajos, podría haber jugado en contra de su país de origen y, posiblemente, en contra de su propio hermano. El fracaso de Kalou para adquirir la nacionalidad neerlandesa fue un factor en su decisión de abandonar el Feyenoord para el Chelsea.
Él había sido nombrado en el equipo nacional de Costa de Marfil en varias ocasiones, sin embargo, rechazó todas las ventanas de llamadas hasta el 6 de febrero de 2007 cuando finalmente hizo su debut en Costa de Marfil en el amistoso contra Guinea, donde los elefantes se quedó sin ganadores en un 0-0. Él también participó en la Copa de África, el elefante de las Naciones Unidas y marcó un gol magnífico para aturdir a los co-favoritos de Nigeria en el partido inaugural.
Después de no poder obtener su pasaporte neerlandés, Kalou decidió jugar para la Costa de Marfil. Su primer gol como internacional fue anotado el 21 de marzo de 2007 en un amistoso contra Mauricio. Él jugó en la Copa Africana de Naciones 2008 con el equipo, anotando 3 goles en el proceso, y alcanzó el 4.º lugar después de perder ante Ghana.
El 26 de enero de 2012, Kalou anotó un gol en la victoria 2-0 de Costa de Marfil sobre Burkina Faso, ayudando a su lado en el progreso de los cuartos de final de la Copa Africana de Naciones. La selección de fútbol de Costa de Marfil logró consagrarse subcampeón en esta competición.
El 1 de junio de 2014, luego de haber sido incluido en la lista preliminar en mayo, Kalou fue ratificado en la nómina definitiva de 23 jugadores que representarán a su país en la Copa Mundial de Fútbol de 2014.

### Participaciones en Copas del Mundo
| Mundial                        | Sede      | Resultado    |
| ------------------------------ | --------- | ------------ |
| Copa Mundial de Fútbol de 2010 | Sudáfrica | Primera fase |
| Copa Mundial de Fútbol de 2014 | Brasil    | Primera fase |

## Clubes
| Club                        | País            | Año       |
| --------------------------- | --------------- | --------- |
| ASEC Mimosas                | Costa de Marfil | 2003      |
| Feyenoord Róterdam          | Países Bajos    | 2003-2006 |
| S. B. V. Excelsior (cedido) | Países Bajos    | 2003-2004 |
| Chelsea F. C.               | Inglaterra      | 2006-2012 |
| Lille O. S. C.              | Francia         | 2012-2014 |
| Hertha de Berlín            | Alemania        | 2014-2020 |
| Botafogo F. R.              | Brasil          | 2020-2021 |
| A. S. Arta/Solar 7          | Yibuti          | 2022-2024 |

## Palmarés

### Campeonatos nacionales
| Título           | Club          | País       | Año     |
| ---------------- | ------------- | ---------- | ------- |
| Copa de la Liga  | Chelsea F. C. | Inglaterra | 2006-07 |
| FA Cup           | Chelsea F. C. | Inglaterra | 2006-07 |
| FA Cup           | Chelsea F. C. | Inglaterra | 2008-09 |
| Community Shield | Chelsea F. C. | Inglaterra | 2009    |
| Premier League   | Chelsea F. C. | Inglaterra | 2009-10 |
| FA Cup           | Chelsea F. C. | Inglaterra | 2009-10 |
| FA Cup           | Chelsea F. C. | Inglaterra | 2011-12 |

### Copas internacionales
| Título                       | Club (*)                     | País              | Año     |
| ---------------------------- | ---------------------------- | ----------------- | ------- |
| Liga de Campeones de la UEFA | Chelsea F. C.                | Munich            | 2011-12 |
| Copa Africana de Naciones    | Selección de Costa de Marfil | Guinea Ecuatorial | 2015    |

(*) Incluyendo la selección.

### Distinciones individuales
| Distinción                          | Año  |
| ----------------------------------- | ---- |
| Talento del año en los Países Bajos | 2005 |
| CAF Jugador joven del año           | 2008 |

## Vida privada
Kalou tiene dos hermanos y hermanas, ocho de la misma madre. Su hermano, Bonaventure Kalou, también jugó al fútbol profesional, y su último equipo fue el neerlandés Heerenveen. Salomón se unió al Feyenoord durante el tiempo que su hermano Bonaventure estaba jugando para el club de Róterdam.
En 2010 creó la Fundación Kalou dedicada a proveer servicios para el bienestar social y la recreación de aquellos que tienen necesidad de esas instalaciones a causa de la juventud, la edad, enfermedad o discapacidad, dificultades financieras o de las circunstancias sociales y también para el alivio de todo el mundo por enfermedad.